# Uttam Chandarana
Uttam Chandarana (* um 1919; † 2. Oktober 2013) war ein indischer Tischtennisspieler aus den 1940er und 1950er Jahren. Er nahm an vier Weltmeisterschaften teil und gilt bis heute als einer der besten indischen Spieler.

## Werdegang
Uttam Chandarana war Linkshänder. Er wurde viermal nationaler indischer Meister im Einzel, nämlich 1943, 1948, 1949 und 1954. Dazu kommen mehrere Titelgewinne im Doppel- und Mixedwettbewerb. Von 1947 bis 1956 nahm er an vier Weltmeisterschaften teil. Dabei erreichte er 1950 im Doppel mit Randir Bhandari das Viertelfinale, welches gegen die Tschechen Bohumil Váňa/Ladislav Štípek verloren ging. Mit der indischen Mannschaft kam er 1947, 1950 und 1956 jeweils auf Platz neun.
Nach dem Ende seiner aktiven Laufbahn förderte er als Trainer viele indische Nachwuchsspieler. So profitierte nach eigenen Angaben der indische Meister von 1966 und 1967, Farrokh Khodaji, von der Förderung durch Uttam Chandarana.
Neben Tischtennis spielte Uttam Chandarana noch erfolgreich Tennis, Billard, Snooker und Cricket. Der indische Cricket Club ernannte ihn zum Ehrenmitglied.
Uttam Chandarana war seit 35 Jahren Wittwer. Er starb am 2. Oktober 2013 im Alter von 94 Jahren. Er hinterließ vier Töchter.

## Turnierergebnisse
| Verband | Veranstaltung     | Jahr | Ort      | Land | Einzel     | Doppel        | Mixed        | Team |
| ------- | ----------------- | ---- | -------- | ---- | ---------- | ------------- | ------------ | ---- |
| IND     | Weltmeisterschaft | 1956 | Tokio    | JPN  | letzte 64  | letzte 16     | letzte 32    | 9    |
| IND     | Weltmeisterschaft | 1952 | Bombay   | IND  | letzte 32  | letzte 32     | letzte 16    |      |
| IND     | Weltmeisterschaft | 1950 | Budapest | HUN  | letzte 128 | Viertelfinale | letzte 32    | 9    |
| IND     | Weltmeisterschaft | 1947 | Paris    | FRA  | letzte 128 | letzte 32     | keine Teiln. | 9    |